# Zero Numer Jeden
0#1 – czwarty solowy album polskiego rapera Kajmana. Wydawnictwo ukazało się 9 października 2015 roku nakładem wytwórni Step Records. Na albumie gościnnie pojawili się: Luka, Grubson, Bezczel, Sztoss, Oxon, Revo oraz Saszan.
Do utworów „Nieśmiertelny”, „Zew”, „Jak młody Bóg”, „Uciec stąd”, „Destino”, „Meduzy” i „Fale” zrealizowano teledyski.
Nagrania dotarły do 34. miejsca zestawienia OLiS.

## Lista utworów
Opracowano na podstawie materiału źródłowego.
1. „Zew”
2. „Teraz już wiem”
3. „Uciec stąd” (gościnnie: Luka)
4. „G.K.F.I.”
5. „Fale” (gościnnie: Grubson)
6. „D.M.H. (Dziś Mam Hajs)” (gościnnie: Bezczel)
7. „Wróg”
8. „Jak młody Bóg”
9. „Meduzy” (gościnnie: Sztoss)
10. „Destino”
11. „Dobry chłopak”
12. „Żądza krwi” (gościnnie: Oxon, Revo)
13. „Nieśmiertelny” (gościnnie: Saszan)